# Одо де Сент-Аман
Одо (Ед) де Сент-Аман(фр. Eudes de Saint-Amand; 1110 — 9 жовтня 1179) — 8-й великий магістр Ордену тамплієрів у 1171—1179 роках.

## Життєпис
Належав до французького шляхетського роду Сент-Аман з Лімузену. Народився 1110 року в Артуа. Перша письмова згадка про Одо припадає на 1155 рік. Його старший брат Годфруа де Сент-Аман був одним із засновників Ордену Тамплієрів, під його впливом Одо також вступив до ордену. В цей час ймовірно вже знаходився в Єрусалимському королівстві. 
1156 року стає маршалом цього королівства. 1157 року брав участь в облозі Баніаса. 1158 року у складі загону на чолі із великим магістром тамплієрів Бертраном де Бланфором зазнав поразки від мусульман атабека Нур ад-Діна при переправі через Йордан, потрапивши у полон. Повернувся з полону 1159 року.
1160 року було призначено віконтом Єрусалиму, 1161 року — шателеном Єрусалиму, 1164 року — королівським крайчим.
1171 року обирається великим магістром тамплієрів. Очолював військові дії в районі Наблусу, Єрихону і Джарашу. Відзначився захисником інтересів браттів ордену. 1172 року відмовився віддати на суд короля тамплієра Ґантьє дю Месніла винного у вбивстві емісара Старця гори (голови сирійських асасинів Рашида ад-Діна Сінана).
1177 року на чолі тамплієрів великою мірою сприяв перемозі християн в битві при Монжизарі над армією султана Салах ад-Діна. Це сприяло піднесенню авторитету Ордену тамплієрів, відповідно збільшенню пожертв грошима та землями в Європі.
Всупереч договору між Салахад-Діном та Єрусалимом, згідно з яким на кордонах під час перемир'я не будуть зводитися нові фортеці, великий магістр наполіг на будівництві фортеці для спостереження за Бродом Якова (переправі через Йордан). Король Балдуїн IV, що спочатку виступив проти порушення договору, зрештою пристав на прохання Сент-Аман спрямувати військо для охорони під час будівництва укріплень.
Замок Шастеле було побудовано протягом зими 1178/1179 років. Туди великий магістр відправив залогу в з 60 тамплієрів і 1500 найманців, які перебували на королівському платні. 1179 року завзятість захисників фортеці настільки виснажило армію Салах ад-Діна, що тому не вистачило ресурсів для захоплення Єрусалиму. Втім того ж 1179 року єрусалимська армія зазнала поразки в битві при Мардж Айюні, де Одо де Сент-Аман потрапив у полон. Невдовзі після цього мусульмани захопили замок Шастеле. Одо Сент-Аман помер у полоні в Дамаску. Новим великим магістром став Арно де Торроя.